# Храм Светог великомученика Пантелејмона у Миријеву
Храм Светог Великомученика Пантелејмона је српска православна црква која се налази у насељу Миријево у градској општини Звездара и припада београдско-карловачкој архиепископији..Црквена слава храма је Свети Пантелејмон и слави се 9.августа.

## Свети Пантелејмон
Свети великомученик Пантелејмон (грч. Παντελεήμων = пун самилости, свеосећајан) родом је из Никомидије (данашњи град Измит у Турској), од оца незнабошца и мајке хришћанке. Као младић, изучио је лекарске науке. Једнога слепца, којег су лекари узалуд лечили, он излечи именом Христовим. Лекари га оптужише цару Максимијану, пред којим се он објави хришћанином и пред ким на исти начин као и слепца излечи једног одузетог човека. Цар Светог Пантелејмона стави на муке, али Господ му се јављао неколико пута и исцељивао га је. На крају, на губилишту, он клече на молитву. Џелат га удари мачем по врату, али мач се поломи. И није га могао посећи док није завршио молитву и сам рекао да га посеку.

## Историјат изградње цркве
Број становника у насељу Миријево константно је растао,па са тим и број верника у насељу.црква Светог пророка Илије у Миријеву била је једина црква у насељу, па је зато 2002. године покренута инцијатива за изградњу храма Светог Великомученика Пантелејмона уз благослов његове Светости Патријарха српског Павла. Његова Светост благословио је и да се храм посвети Светом Великомученику Пантелејмону.Архитекта који је био задужен за пројектовање храма био је Милан Томић, а 3.јула је добијена дозвола за изградњу храма. Радови на изградњи храма и планираног црквеног дома почеки су 26. септембра  2002. године. Крипта храма је предвиђена да бузде испод целе површине објекта, па је градња темеља потрајала све до 9. јула 2005. године када је Његова Светост Патријарх српски Павле уз присуство великог броја верника из Миријева и околних насеља, освештао новосаграђене темеље и крипту. Убрзо је кренула и друга фаза изградње храма,који је употпуности изграђен 3.јуна 2006.године,а дан Светог цара Константина и царице Јелене. У храму је прву архијерејску литургио служио Патријарх српски Павле уз саслужење многих других свештених лица,уз присуство великог броја верника.
Након завршетка литургије Патријарх српски Павле освештао је крстове храма.Након завршетка покривања храма,на његове куполе постављено је укупно 7 крстова.

## Спољашне везе
- Сајт Српске православне цркве Архивирано на веб-сајту  (24. фебруар 2011)
- Сајт београдско-карловачке архиепископије Архивирано на веб-сајту  (3. јануар 2020)